# La cárcel de los pueblos
La cárcel de los pueblos (del ruso: Тюрьма́ наро́дов) es una expresión utilizada por primera vez por Vladimir Lenin en 1914.
Se aplica a Rusia y describe la política nacional de ese momento. La idea de identificar a Rusia con una cárcel proviene de libro del Marqués de Custine, Rusia en 1839.